# Jorge Sampaio
Jorge Sampaio, nome completo Jorge Fernando Branco de Sampaio (Lisbona, 18 settembre 1939 – Lisbona, 10 settembre 2021), è stato un politico portoghese, appartenente al Partito Socialista.

## Biografia
Fu Presidente della Repubblica per due mandati, dal 9 marzo 1996 al 9 marzo 2006. Ricoprì anche il ruolo di sindaco di Lisbona.
Mentre era in vacanza in Algarve, iniziò a sentirsi male e, trasferito in elicottero a Lisbona, fu ricoverato il 27 agosto all'ospedale Santa Cruz, dove morì per insufficienza respiratoria il 10 settembre 2021, otto giorni prima del suo 82º compleanno. Ebbe solenni funerali di Stato, tenutisi due giorni dopo presso il monastero dos Jerónimos; è stato sepolto all'interno del cimitero monumentale di Alto de São João.

## Onorificenze

### Onorificenze portoghesi
Come Presidente della Repubblica:
Personalmente è stato insignito dei titoli di: